# La feria de Madrid
La feria de Madrid es un cartón para tapiz diseñado por Francisco de Goya para el antedormitorio de los Príncipes de Asturias en el Palacio de El Pardo. Se conserva actualmente en la pinacoteca del Museo del Prado.
Como en todos los tapices, los efectos debían verse desde lejos. En el caso específico de La feria de Madrid, los tejedores debieron apartarse del cartón original. Aquí se destaca un grupo de tres personajes bien vestidos y figuras secundarias sombreadas. La parte occidental del lienzo está realizada con poca luz y pinceladas casi imperceptibles. Era necesario inventar más pormenores para realzar la luminosidad.

## Análisis
Varios individuos observan las vasijas, muebles y otras mercancías de un vendedor, al tiempo que se observan otros puestos, incluso de cuadros. Al fondo se aprecia la iglesia de San Francisco el Grande.
Goya presenta usos y costumbres de la sociedad madrileña, como el hombre que observa con monóculos los objetos, la petimetra que señala con el abanico algún producto y quien negocia precios con el vendedor. Lo que el vendedor ofrece ha pasado ya de moda y la gente se ha deshecho de ellos para adornar sus casas al uso galo. El aragonés demuestra su control de perspectiva y de género, incluyendo un bodegón en el juego de chocolate visible en primer plano.
La escena se desarrolla en el rastro de Madrid. Goya nuevamente recurre a temas castizos para adornar los palacios reales, que gustan de esos asuntos, como toda la aristocracia de finales del siglo XVIII. Existe una hipótesis que pretende situar el cuadro en la plaza de la Cebada, tomando como referencia la iglesia de San Francisco el Grande que representara también Goya en El baile de San Antonio de la Florida. Entre las mercancías destaca un retrato de factura similar a los de Diego Velázquez. Especialmente los dos majos reciben fuerte iluminación y pinceladas rápidas, centrando Goya su atención en los reflejos metálicos hechos en un magnífico tono gris plata.